# Acide carbamique
L'acide carbamique ou acide amidique est un acide de formule NH2COOH. C'est aussi le composé parent de la famille des acides carbamiques de formule générale R1,R2N–CO–OH.
Ce composé est instable dans les conditions standard de température et de pression, contrairement à ses formes estérifiées.